# Diabetes Care
Diabetes Care – to zawierający tłumaczenia artykułów z najnowszych numerów oficjalnego periodyku American Diabetes Association kwartalnik wydawany przez Wydawnictwo Via Medica. Redaktorem naczelnym jest prof. Maciej Małecki. Zastępcą redaktora naczelnego jest dr Tomasz Klupa.
W skład rady naukowej wchodzą samodzielni pracownicy naukowi z tytułem profesora lub doktora habilitowanego z Polski. Artykuły i abstrakty ukazują się w języku polskim. 